# Šplhalka keřová
Šplhalka keřová (Anyphaena accentuata) je druh pavouka z čeledi šplhalkovití (Anyphaenidae), spolu se šplhalkou tmavou (Anyphaena furva) jediný druh šplhalky žijící ve střední Evropě a na českém území. Šplhalka keřová byla zvolena evropským pavoukem roku 2015.

## Vzhled
Šplhalka keřová dosahuje délky těla asi 5–9 mm v případě samic a 4–7 mm v případě samců, z toho hlavohruď měří mezi 2,5–4 mm. Díky přilnavým chloupkům na tarsu je tento druh schopen rychle se pohybovat i po hladkém povrchu. Hlavohruď je zbarvena světle hnědě, s laločnatými skvrnami po stranách. Zadeček je světle hnědý až hnědošedý, na středu zadečku se vyvíjejí čtyři černé skvrnky, které představují charakteristický znak jak pro šplhalku keřovou, tak pro příbuznou šplhalku tmavou. Na spodní straně zadečku (uprostřed) má dobře patrnou tracheální skvrnu – otvor dýchacího systému, který je u jiných druhů pavouků umístěný před snovacími bradavkami, kde není příliš vidět. Tento další výrazný znak mají společný všichni pavouci z čeledi Anyphaenidae. Končetiny jsou žlutohnědé, se skvrnkami. Samice jsou obecně světlejší nežli samci.

## Biologie
Šplhalka keřová je běžný druh široce rozšířený v mírných oblastech palearkta, v Česku se vyskytuje napříč celým územím. Žije v různých typech lesů, též v lesostepních areálech, případně i v městských a parkových oblastech, přičemž nejčetněji ji lze objevit na kmenech a v korunách listnatých stromů, vzácněji na keřích a jehličnanech. Váže se spíše na zachovalé přírodní biotopy. Netká si lapací sítě, den tráví v úkrytu ze spřadených nebo stočených listů a v noci aktivně loví (především menší okřídlený hmyz). V úkrytu dochází i k páření a kladení vajíček, přičemž samci rozvíjejí zajímavý rozmnožovací rituál, kdy samici na svou přítomnost upozorňují bubnováním pomocí makadel a předních končetin na stěny jejího úkrytu. Tato aktivita vytváří lidskému uchu slyšitelný bzučivý zvuk. Subadultní jedinci zimují pod kůrou a ve stromových dutinách, pavouci dospívají v květnu a červnu.

## Galerie

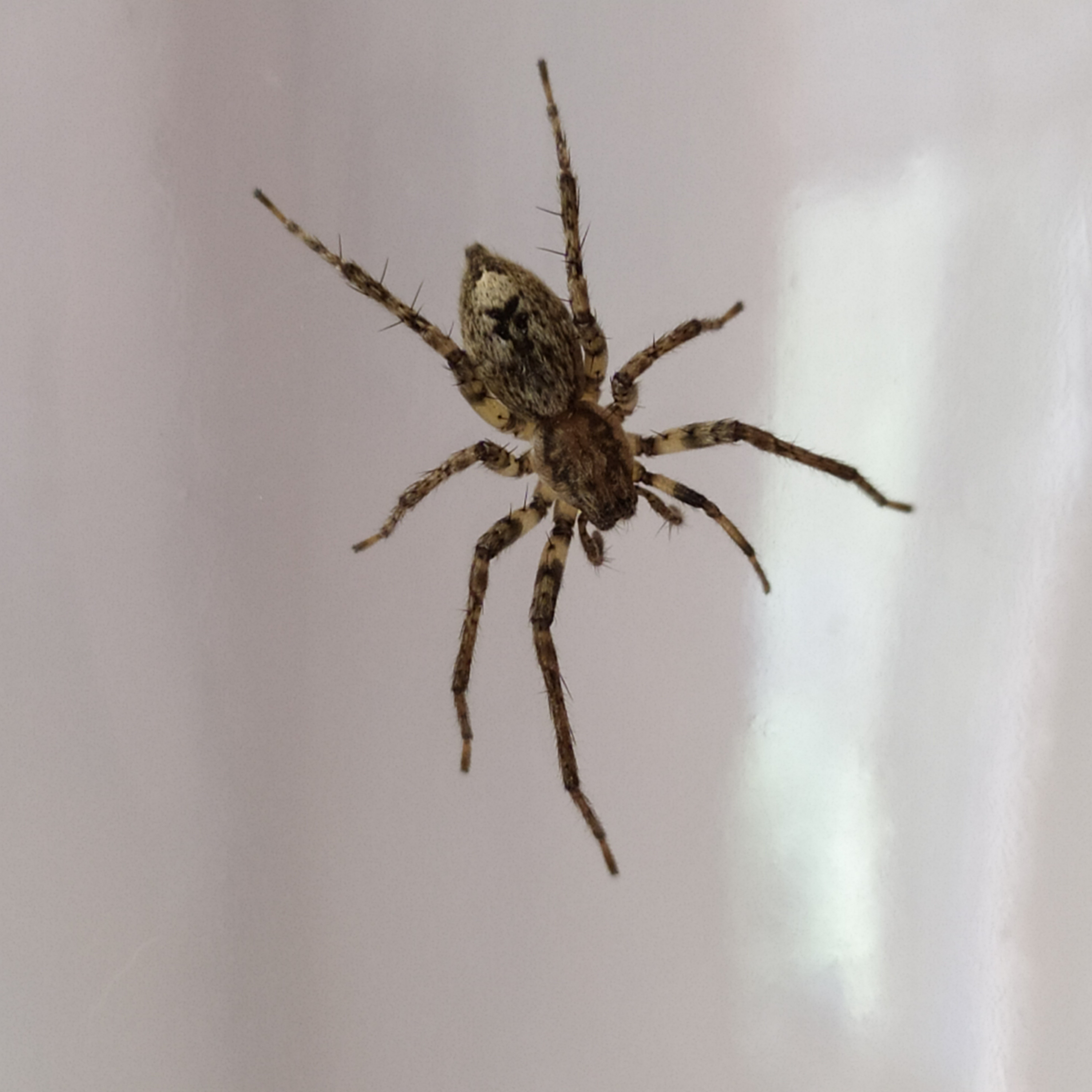
Šplhalka keřová, video
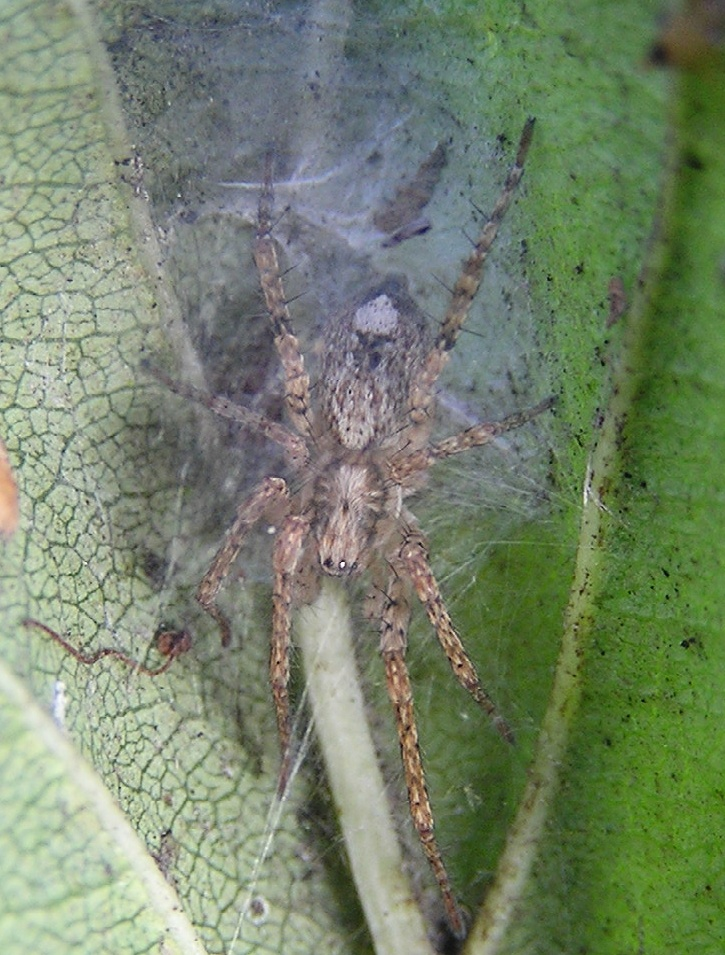
Šplhalka keřová, Praha
- Šplhalka keřová